# Dolné Považie
Die (Tourismus-)Region Dolné Považie (slowakisch Dolnopovažský región (cestovného ruchu); deutsch etwa „Region des Unteren Waag-Gebiets“), selten auch Trnava a okolie (wörtlich „Tyrnau und Umgebung“) ist eine Tourismusregion in der Slowakei.
Sie erstreckt sich dem südlichen Lauf des Flusses Waag folgend über die Bezirke:
- Galanta
- Piešťany
- Šaľa
- Hlohovec
- Trnava

sowie die 4 Gemeinden Modrová, Modrovka, Nová Lehota und Stará Lehota im Bezirk Nové Mesto nad Váhom
Im Norden schließt die ebenfalls durch den Fluss Waag gekennzeichnete Region Stredné Považie an.